# Первомайская швейная фабрика
Первомайская швейная фабрика «Санта-Україна» — промышленное предприятие в городе Первомайск Николаевской области Украины.

## История
Первомайская швейная фабрика была создана в 1945 году. Первый цех находился в помещениях мыловаренной фабрики, в 1949 году был построен второй цех, в следующие годы были введены в эксплуатацию экспериментальный цех, столовая и клуб. В 1951 - 1955 гг. фабрика была реконструирована и увеличила объемы производства. В дальнейшем, фабрика вошла в число передовых предприятий лёгкой промышленности СССР союзно-республиканского подчинения и в 1960 году ей было присвоено звание предприятия коммунистического труда.
В 1967 году за производственные достижения швейная фабрика была награждена памятным Красным знаменем Первомайского горкома и горисполкома.
В 1977 году за многолетние стабильно высокие успехи в выполнении плановых заданий Первомайская швейная фабрика получила почётное звание "имени 60-летия Великого Октября".
В 1989 году фабрика вышла из состава Николаевского швейного объединения им. С. М. Кирова и стала самостоятельным предприятием.
В целом, в советское время фабрика входила в число ведущих предприятий города.
После провозглашения независимости Украины, 28 февраля 1992 года государственное предприятие было преобразовано в закрытое акционерное общество «Санта-Україна». 
В феврале 2009 года фабрика входила в число 12 крупнейших производителей одежды на территории Украины.

## Современное состояние
Фабрика специализируется на производстве готовой одежды.  